# Giản Định Đế
Giản Định Đế (chữ Hán: 簡定帝; 1375 – 1410) là vị hoàng đế khai lập nhà Hậu Trần trong lịch sử Việt Nam. Ông tên thật là Trần Ngỗi (陳頠), sinh tại kinh đô Thăng Long, (nay là Hà Nội). Có tài liệu phiên âm tên ông là Quỹ. Ông ở ngôi từ năm 1407 đến năm 1409, sau đó làm Thái thượng hoàng cho tới khi mất năm 1410.
Trần Ngỗi nguyên là con của Trần Nghệ Tông, vua thứ 9 nhà Trần. Năm 1400 nhà Hồ soán ngôi nhà Trần, đến năm 1407 nước Việt bị người Minh đô hộ. Trần Ngỗi về Mô Độ (Ninh Bình), do là hậu duệ vua Trần nên được thổ hào vùng này là Trần Triệu Cơ tôn làm hoàng đế (hiệu là Giản Định Đế), tụ tập quân khởi nghĩa nhằm đánh đuổi quân Minh, khôi phục nhà Trần (sử gọi là triều Hậu Trần). Ông cùng Quốc công Đặng Tất tiến quân ra Bắc, đánh bại quân Minh trong trận Bô Cô (1408). Sau đó, nhà vua muốn đánh thần tốc Đông Đô, nhưng Đặng Tất không theo, chia quân vây các thành giữa Bô Cô với Đông Đô. Giản Định Đế nghe lời ly gián, bèn giết Đặng Tất và Nguyễn Cảnh Chân; các con của 2 người này là Đặng Dung, Nguyễn Cảnh Dị bất bình vào Nghệ An lập Trần Quý Khoáng lên ngôi, tức Trùng Quang Đế. Quân Trùng Quang đế đánh úp bắt Giản Định đế về Nghệ An, Trùng Quang đế tôn ông làm Thái thượng hoàng. Không lâu sau, Thượng hoàng thua trận và bị quân Minh bắt giết.
Tuy thất bại nhưng Trần Ngỗi và Trần Quý Khoáng vẫn được các bộ sử sau này của nước Đại Việt coi là vị vua chính thống nối nghiệp nhà Trần, được nhân dân phối thờ trong đền Trần (nơi thờ các vua nhà Trần). Hiện nay, bộ sử chủ yếu còn sót lại viết về sự nghiệp Giản Định đế là Đại Việt Sử ký Toàn thư, biên soạn năm 1479 bởi sử thần Ngô Sĩ Liên triều Lê Thánh Tông. Các bộ sử sau này như Việt sử tiêu án và Khâm định Việt sử Thông giám Cương mục hầu như chỉ chép lại từ Ngô Sĩ Liên.

## Thân thế
Trần Ngỗi là con trai thứ của vua Trần Nghệ Tông, từng được cha phong là Giản Định vương. Như vậy, ông là em của Thái úy Trang Định vương Trần Ngạc (bị Bình chương Lê Quý Ly sát hại năm 1392) và là anh của Trần Thuận Tông, vua áp chót triều Trần (ở ngôi 1388-1398).
Đời Trần Thuận Tông, Lê Quý Ly làm đến chức Phụ chính Thái sư, nắm hết mọi quyền hành trong triều. Năm 1399 Lê Quý Ly giết Trần Thuận Tông, lập Thái tử An 3 tuổi làm vua Trần Thiếu Đế. Năm 1400 Lê Quý Ly lật đổ Trần Thiếu Đế, đổi tên là Hồ Quý Ly, lập ra nhà Hồ. Trần Ngỗi được đổi phong là Nhật Nam quận vương.

## Khởi binh chống Minh
Năm 1407, quân Minh xâm lược nước Việt, nhà Hồ sụp đổ, Trương Phụ treo bảng tìm con cháu nhà Trần để giúp nhưng thực ra là để giết hại nên không ai dám ra.
Trần Ngỗi lẩn trốn về Mô Độ (Ninh Bình), gặp thổ hào đất này là Trần Triệu Cơ đang tụ tập lực lượng chống quân Minh nên lập ông làm chủ. Ngày 2 tháng 10 năm Đinh Hợi (1407) Trần Ngỗi xưng làm hoàng đế, đặt niên hiệu là Hưng Khánh, kể từ đó sử bắt đầu gọi ông là Giản Định Đế.
Đại Việt sử ký toàn thư chép rằng: 
| “ | "Mùa đông, tháng 10, ngày mồng 2, Giản Định Đế lên ngôi ở Mô Độ, châu Trường Yên, dựng niên hiệu là Hưng Khánh. Trước đó, Trương Phụ yết bảng bắt các tôn thất họ Trần và đầu mục quan lại cũ để đưa về. Vua trốn chạy đến Mô Độ. Người Thiên Trường là Trần Triệu Cơ đem quân đến lập lên ngôi, xưng theo tên hiệu cũ. Tháng 4, quân Minh đánh vào hành dinh, vì quân mới chiêu tập, không đánh mà tan vỡ. Vua liền đi về phía tây, đến Nghệ An tạm đóng tại đó. Đại Tri châu Hóa Châu là Đặng Tất nghe tin, giết viên quan nhà Minh, đem quân tới hội, tiến con gái mình sung vào hậu cung. Vua phong Tất làm Quốc công, cùng mưu việc khôi phục". | ” |
| — Đại Việt sử ký toàn thư, soạn giả: Lê Văn Hưu, Phan Phu Tiên, Ngô Sĩ Liên, dịch giả: Viện Khoa học Xã hội Việt Nam, Nhà Xuất bản Khoa học Xã hội - Hà Nội, 1993, trang 313. | |   |

## Buổi đầu kháng chiến
Quân Hậu Trần mới họp, bị quân Minh đánh bại phải chạy vào Nghệ An. Các hào kiệt nghe tin vua Trần tới Nghệ An liền tới theo khá đông. Đặng Tất ở Hóa châu giết quan lại nhà Minh mang quân ra theo, Nguyễn Cảnh Chân cũng là tướng nhà Hồ và nhiều tướng thuộc lực lượng của Trần Nguyệt Hồ, người vừa bị quân Minh đánh bại ở Đông Triều cũng mang quân đến họp, thế quân Hậu Trần mạnh lên. Giản Định đế phong Đặng Tất làm Quốc công, Nguyễn Cảnh Chân làm Đồng tri Khu mật tham mưu quân sự. Nhà vua còn lấy con gái Đặng Tất làm vợ.
Tháng 12 âm lịch năm 1407, Giản Định đế cùng Đặng Tất điều quân đánh Nghệ An và Diễn Châu. Trần Thúc Dao và Trần Nhật Chiêu là hai tôn thất nhà Trần, con của Trần Nguyên Đán, đã theo hàng nhà Minh và được cho trấn giữ Nghệ An, Diễn Châu. Vua Giản Định sai giết Trần Thúc Dao, Trần Nhật Chiêu và hơn 600 người thuộc hạ. Sử quan đời Lê Ngô Sĩ Liên phê bình quyết định này của vua Trần:
| “             | Thiên hạ đại loạn, nhân dân Nghệ An, Diễn Châu biết ai là chân chúa. Thúc Dao là con người tôn thất, Nhật Chiêu là tướng quân cũ, nhận quan tước của nhà Minh, giữ đất, trị dân, dân không theo có được không? Giết Thúc Dao và Nhật Chiêu là phải, còn bọn thuộc hạ nên vỗ về mà dùng, thì chúng không cảm kích ơn đức đó hay sao? Thế là lại giết nhiều như vậy, sao gọi là quan nhân nghĩa được? Xem như Lê Tiệt và Lê Nguyên Đỉnh nhầm họp quân ở Hát Giang, mưu đánh úp Trùng Quang Đế, mà Trùng Quang Đế chỉ có Tiệt Đế và Nguyễn Đỉnh thôi, còn đều tha cả, so với Giản Định Đế thì đằng nào hơn? | ” |
| — Ngô Sĩ Liên | |   |

Mùa xuân năm 1408, Trương Phụ cùng tướng người Việt là Mạc Thúy (tổ 4 đời của Mạc Đăng Dung) mang quân vào đánh Diễn Châu. Quân Hậu Trần ít không chống nổi, rút vào Hóa Châu. Khi Trương Phụ đuổi đến cửa sông Gianh, Phạm Thế Căng ra hàng, được Phụ cho làm Tri phủ Tân Bình. Coi như đã dẹp xong Giao Chỉ, Phụ rút về Đông Quan (Hà Nội) rồi mang đại quân về nước.

## Tiến quân ra Bắc
Tháng 4 âm lịch năm 1408, Giản Định đế từ Hóa Châu ra đánh chiếm lại Nghệ An. Tân Bình lúc này vẫn do Phạm Thế Căng chiếm giữ. Thế Căng sau khi nhận quan chức của người Minh, tự lập làm Duệ Vũ Đại vương, dấy quân chiếm núi An Đại. Tháng 6 âm lịch năm 1408, Giản Định đế sai Đặng Tất mang quân vào đánh Tân Bình, phá tan quân Thế Căng ở cửa Nhật Lệ, bắt Căng và cháu là Đống Cao về hành tại ở Nghệ An rồi xử tử. Quân Hậu Trần làm chủ từ Nghệ An tới Thuận Hóa.
Tháng 10 âm lịch năm 1408, Giản Định đế lệnh cho Đặng Tất tiến quân đánh Đông Đô. Đặng Tất huy động quân 5 lộ Thanh Hóa, Nghệ An, Diễn Châu, Tân Bình, Thuận Hóa tiến ra đến Trường Yên (Nam Định) thì hào kiệt và quan lại đi theo rất đông. Đặng Tất cất nhắc những người có tài làm quan. Quân Hậu Trần chia đường đánh đồn Bình Than, cửa Hàm Tử, chặn đường qua lại ở Tam Giang và đánh phá ngoại vi Đông Quan.
Minh Thành Tổ sai Mộc Thạnh, Lưu Tuấn mang 4 vạn quân sang tiếp viện. Thạnh họp với Lữ Nghị ở Đông Quan, tập trung ở bến Bô Cô (Nam Định). Nhân lúc nước thủy triều lên cao, gió lớn, quân Hậu Trần đóng cọc ở sông và đắp lũy hai bên bờ chống cự với hai cánh quân thủy bộ của địch. Ngày 30 tháng 12 năm 1408, Giản Định đế đích thân gõ trống động viên quân sĩ và giao quyền chỉ huy cho Đặng Tất. Quân Hậu Trần đánh với quân Minh một trận oanh liệt, giết chết Thượng thư bộ Binh Lưu Tuấn, Đô đốc Lữ Nghị, Tham chính ty bố Giao Chỉ là Lưu Dục, Đô chỉ huy sứ Liễu Tông và phá 10 vạn quân Minh. Mộc Thạnh dẫn tàn quân chạy vào thành Cổ Lộng.

## Giết Đặng Tất và Nguyễn Cảnh Chân
Sau chiến thắng Bô Cô, Giản Định đế muốn thừa cơ chiếm ngay Đông Quan, ông truyền lệnh cho các quân: "Hãy thừa thế chẻ tre, đánh cuốn chiếu thẳng một mạch, như sét đánh không kịp bịt tai, tiến đánh thành Đông Quan thì chắc chắn phá được chúng". Tuy nhiên, Đặng Tất lại chủ trương đánh xong số quân địch còn sót lại rồi mới tiến. Vua tôi bàn mãi chưa quyết định được, viện binh quân Minh ở Đông Quan đã tiếp ứng cho Mộc Thạnh chạy về cố thủ Đông Quan. Đặng Tất chia quân vây các thành và gửi hịch đi các lộ kêu gọi hưởng ứng đánh quân Minh.
Do bất đồng về sách lược, Giản Định đế không bằng lòng với Đặng Tất và Nguyễn Cảnh Chân. Nghe theo lời gièm pha của hoạn quan Nguyễn Quỹ và học sinh Nguyễn Mộng Trang, Giản Định đế sợ uy tín của hai người quá cao, lại nghi ngờ hai tướng "có ý khác" vì hai người từng làm quan cho nhà Hồ và từng hàng quân Minh.
Tháng 2 âm lịch năm 1409, Giản Định đế đóng quân bên bờ sông Hoàng Giang, sai triệu hai tướng đến rồi sai võ sĩ bóp cổ giết chết Đặng Tất. Nguyễn Cảnh Chân sợ hãi bỏ chạy lên bờ cũng bị đuổi theo chém chết.
Giới sử gia nhiều ý kiến trái chiều về vụ bất hoà giữa vua Giản Định với Đặng Tất. Nho thần Phan Phu Tiên soạn sách Đại Việt Sử ký Tục biên năm 1455 (đời Lê Nhân Tông) ủng hộ quan điểm của Giản Định đế:
| “               | Đặng Tất chỉ biết hành quân là gấp mà không biết cứu Đông Đô còn gấp hơn. Đông Đô có tầm hình thế của cả nước. Chiếm được Đông Đô thì các lộ không đâu không hưởng ứng, hơn nữa hào kiệt trung châu đều ở cả đó. Bỏ nơi ấy mà không lo đánh chiếm, lại chia quân phân tán đi các xứ, vì thế hiệu lệnh không thống nhất, rốt cuộc đi đến sụp đổ là đáng lắm! | ” |
| — Phan Phu Tiên | |   |

Tuy nhiên, Ngô Sĩ Liên chỉ ra những điểm có lý trong sách lược của Đặng Tất và phê phán quyết định giết Đặng Tất của vua Trần:
| “                         | Đường Thái Tông dùng binh, phần nhiều nhân thế chẻ tre mà giành thắng lợi, là vì có tư thế anh hùng mà tướng và quân vốn đã rèn sẵn. Vua tính kế quyết thắng nhưng Tất không theo, cố nhiên là đáng tiếc. Song có lẽ Tất liệu vua mình không phải là bậc anh hùng như [Đường] Thái Tông, mà quân thì từ xa đến, lương thực có thể không tiếp tế được, còn quân ở kinh lộ thì chưa tập hợp được, chẳng thà theo phép hơn địch gấp 10 lần thì bao vây, hơn địch gấp 5 lần thì đánh là hơn. Nếu không thế thì thành Cổ Lộng chỉ cách Bô Cô không quá nửa ngày đường sao vẫn không thể thừa thế chẻ tre mà đánh, huống chi thành Đông Quan. Kế ấy cũng chưa lấy gì làm hỏng lắm, chỉ vì vua tin lời gièm mà vội giết Tất thôi. Than ôi, Đặng Tất sau khi phá được giặc mạnh, trổ tài mới trong khoảng một tuần một tháng, công việc chưa làm được một nửa mà bị chết oan, đó là cái họa sụp đổ [của nhà Trần], chứ đâu phải là tội của Tất. | ” |
| — Đại Việt Sử ký Toàn thư | |   |

## Thái thượng hoàng
Hai người con của hai tướng là Đặng Dung và Nguyễn Cảnh Dị bất bình vì cha bị giết oan, bỏ đi lập Nhập nội thị trung Trần Quý Khoáng (con của cố Trang Định vương Ngạc) làm vua, tức là Trùng Quang Đế. Giản Định đế đang giữ thành Ngự Thiên (Thái Bình) chống quân Minh thì tướng của Trùng Quang đế là Nguyễn Súy đánh úp bắt ông mang về.
Ngày 4 tháng 7 âm lịch năm 1409, mẹ ông là Hưng Khánh thái hậu cùng các tướng Lê Tiệt, Lê Nguyên Đỉnh ngầm khởi binh ở sông Hát để đánh úp Trùng Quang đế, giành lại quyền hành cho ông nhưng bị Nguyễn Trạo tiết lộ. Trùng Quang đế bèn bắt giết Tiệt và Đỉnh. Ngày 20 tháng 4, Nguyễn Súy rước ông về với Trùng Quang đế. Trùng Quang đế tôn ông làm Thái thượng hoàng.
Tháng 7 năm 1409, Thượng hoàng và vua Trùng Quang chia quân hai đường đánh quân Minh. Thượng hoàng Trần Ngỗi đóng ở Hạ Hồng (Ninh Giang), Trùng Quang đế đóng ở Bình Than. Quân Minh cố thủ không dám ra đánh.
Trương Phụ mang quân tới tiếp viện. Trần Ngỗi bỏ thuyền lên bờ, chạy về trấn Thiên Quan. Trùng Quang đế ngờ Thượng hoàng có ý tách lực lượng riêng nên sai Nguyễn Súy đuổi theo nhưng không kịp. Trương Phụ mang quân đuổi theo bắt được Trần Ngỗi và Thái bảo Trần Hy Cát, Đông Đô lộ An phủ sứ Nguyễn Nhữ Lệ, tướng Nguyễn Yến, sai giải về Kim Lăng (Trung Quốc) và sát hại.
Giản Định đế làm vua được hơn 1 năm (1407 – 1409), làm Thái thượng hoàng được 4 tháng thì bị giết.

## Nhận định
Đại Việt Sử ký Toàn thư nhận định về vị vua đầu nhà Hậu Trần như sau: 
| “             | Vua không có tài dẹp loạn, lại giết bỏ người giúp mình, tự chuốc lấy diệt vong, chẳng phải vì không may. Vua may thoát khỏi vòng vây hãm nguy hiểm, cầu người cứu giúp nạn nước, được cha con Đặng Tất có tài làm tướng, cha con Cảnh Chân giỏi tài mưu lược, đủ để lập được công khôi phục, dựng được nghiệp trung hưng. Với trận thắng Bô Cô, thế nước lại nổi. Thế mà nghe lời gièm pha ly gián của bọn hoạn quan, một lúc giết hại hai người bề tôi phò tá mình, thì làm sao nên việc được! | ” |
| — Ngô Sĩ Liên | |   |

Nho thần Lê Tung triều Lê Tương Dực viết Đại Việt thông giám tổng luận (1514) bàn luận về Giản Định đế:
| “         | Kịp đến Giản Định Đế thời Hậu Trần, lên ngôi trong lúc xiêu giạt, có bọn Đặng Tất, Cảnh Chân mưu giúp đỡ, hăng nổi nghĩa binh đi đánh giặc Minh, trận đánh Bồ Cô cơ hồ khôi phục nhà Trần, đáng gọi là quân nhân nghĩa vậy. Sao lại nhẹ dạ nghe lời gièm pha, vột giết tướng giỏi mà mau chuốc bại vong... Than ôi! Đặng Tất, Cảnh Chân vì lời gièm mà bị giết mà người Minh vào cướp, cũng như Đàn Đạo Tế bị giết mà quân Ngụy xâm lăng; Nhạc Vũ Mục bị giết mà quân Kim vào cướp. Bọn xiển nịnh làm sụp đổ nước nhà, trước sau cùng một lối, người làm vua trong việc dùng người bỏ người không thể không cẩn thận. | ” |
| — Lê Tung | |   |

## Tôn vinh
Giản Định đế Trần Ngỗi được nhân dân thờ phụng tại 2 nơi là đền Trần ở quê hương Nam Định và đền Hậu Trần trên đất Mô Độ xưa, nay thuộc Ninh Bình.
Đền Hậu Trần nằm ở thôn La, xã Yên Thành, huyện Yên Mô, tỉnh Ninh Bình nên còn được gọi là đền La. Đền thờ 2 vua nhà Hậu Trần là Giản Định Đế và Trùng Quang Đế, ngoài ra còn phối thờ công thần Trần Triệu Cơ. Thôn La còn có phủ thờ Bối Mai Công chúa dưới chân núi Cái Sơn. Bà là con gái Giản Định Đế, người có công tổ chức việc khẩn hoang, khuyến khích việc nông trang, xây dựng xóm làng. Cách phủ thờ Bối Mai Công chúa là khu lăng mộ Giản Định Đế và lăng mộ Hoàng hậu Đỗ Thị Nguyệt. Khu lăng mộ Giản Định Đế ngày trước rộng đến 8 ha. Trước lăng có biển đề: "Hậu Trần Hoàng đế lăng". Xã Yên Thành lại còn một cái giếng mang tên Giếng Dặn. Giếng này có từ thời Giản Định Đế. Lễ hội đền La tưởng nhớ các vị anh hùng thời Hậu Trần được mở từ ngày 12 đến ngày 13 tháng ba âm lịch hàng năm.

## Gia quyến

### Phụ mẫu
- Cha: Trần Nghệ Tông
- Mẹ: ?

### Hậu phi
- Đỗ Thị Nguyệt
- Đặng Thu Hạnh[5]

### Hậu duệ
- Bối Mai Công chúa, con Hoàng hậu Đỗ Thị Nguyệt. Bà có công tổ chức việc khẩn hoang, khuyến khích việc nông trang, xây dựng xóm làng nên được người dân thờ dưới chân núi Cái Sơn. [cần dẫn nguồn]